# 956 Elisa
956 Elisa este un asteroid din centura principală, descoperit pe 8 august 1921, de Karl Reinmuth.